# U.S. Men's Clay Court Championships 1972
L'U.S. Men's Clay Court Championships 1972 è stato un torneo di tennis giocato sulla terra. È stata la 62ª edizione del U.S. Men's Clay Court Championships, che fa parte del Commercial Union Assurance Grand Prix 1972. Si è giocato a Indianapolis negli Stati Uniti dal 7 al 13 agosto 1972.

## Campioni

### Singolare
Bob Hewitt hanno battuto in finale  Jimmy Connors con il punteggio di 7–6, 6–1, 6–2

### Doppio
Bob Hewitt /  Frew Donald McMillan hanno battuto in finale  Patricio Cornejo /  Jaime Fillol con il punteggio di 6–2, 6–3